# نادي سليغو روفرز
نادي سليغو روفرز ل كرة القدم (بالإنجليزية: Sligo Rovers Football Club؛ بالأيرلندية: Cumann Peile Ruagairí Shligigh)‏ هو نادي كرة قدم أيرلندي.